# Leuconostoc mesenteroides
Espèce
Leuconostoc mesenteroides est une bactérie permettant la fermentation, dans des conditions de salinité et de basse température.